# 21229 Sušil
(21229) Sušil, denumire internațională (21229) Susil, este un asteroid din centura principală de asteroizi.

## Descriere
21229 Sušil este un asteroid din centura principală de asteroizi. A fost descoperit pe 22 septembrie 1995 la Observatorul din Ondřejov de Lenka Šarounová. Asteroidul prezintă o orbită caracterizată de o semiaxă mare de 2,63 ua, o excentricitate de 0,08 și o înclinație de 1,1° în raport cu ecliptica.